# A Nuvem de Calças
A Nuvem de Calças (em russo:  Облако в штанах, transl. Oblako v shtanakh) é um poema de Vladimir Maiakovski escrito em 1914 e publicado pela primeira vez em 1915 por Osip Brik.
Originalmente com o nome de O Décimo-terceiro apóstolo (mas renomeada por advertência de um censor) o primeiro grande poema de Maiakovski foi escrita pela perspectiva de um amante rejeitado, descrevendo os temas aquecidos de amor, revolução, religião e arte, levando as escolhas estilísticas do poeta a um novo extremo, ligando linhas irregulares da linguagem declamatória com rimas surpreendentes. O poema é considerado um momento decisivo na sua obra e um dos pilares da poesia futurista russa.

## Antecedentes
O tema do amor não correspondido de Mayakovsky foi Maria Denisova, quem ele encontrou em Odessa durante a turnê dos Futuristas de 1913. Nascida em 1894, em Carcóvia, numa família de camponeses pobres, Maria morava com a família de sua irmã (cujo marido Filippov era um homem abastado) e era uma estudante da escola de arte, estudando escultura. Vassíli Kamiênski descreveu Denisova como "uma garota com uma combinação rara de qualidades: boa aparência, intelecto aguçado, forte afeição por todas as coisas novas, modernas e revolucionárias."
A irmã de Maria, Yekaterina Denisova, que tinha um salão literário domestico, convidou três poetas jovens, atualmente famosos: Maiakovski, Burliuk e Kamensky. Antes disso, Maria e Vladimir reuniram-se três semanas antes na exibição do Mir Iskusstva, mas foi de forma passageira. Mayakovsky apaixonou-se instantaneamente e deu a ela o apelido de Gioconda.
A intensidade da paixão de Maiakovski era insuportável. De acordo com Kamensky, ele sofreu demais e foi freneticamente apressando as coisas, pouco se importando com o que ele pensava ser indecisão e pieguice da menina. Parecia que ele não compreendia a situação: Maria (ao contrário da irmã) simplesmente não ficou impressionada pelos futuristas, ou por Maiakovski. Indecisa ela não era, muito pelo contrário, "sua vida posterior provou ser uma cadeia de eventos extraordinários, desencadeada por decisões ousadas e imprudentes", de acordo com o biógrafo Mikhaylov.
Em meados da década de 1910, Maria Denisova morou na Suíça com seu primeiro marido, em seguida, com este mudando-se para a Inglaterra, ela retornou para a Rússia Soviética. Lutou na Guerra Civil Russa e casou-se com o general do Exército Vermelho Efim Shchadenko, divorciando-se dele em meados da década de 1920. Denisova tornou-se uma consagrada escultora monumentalista soviética, sendo um dos seus trabalhos mais conhecidos, "O Poeta" (1927), a cabeça de Maiakovski definida em gesso. No final de 1930 ela caiu no esquecimento e parou de ver seus amigos, e uma de suas duas filhas, Alice, fugiu para a Inglaterra. Denisova cometeu suicídio em 1944, saltando do décimo andar.

## História
Maiakovski começou a trabalhar no poema no início de 1914 e terminou em Julho de 1915, em Kuokkala. Em 1930, Maiakovski relembra: "Começou como uma carta em 1913/14 e foi chamada pela primeira vez de "O Décimo Terceiro Apóstolo". Quando compareci para a censura, um deles me perguntou: Sonhando em fazer um trabalho forçado, né? 'De maneira nenhuma, eu disse, não há tais planos.' Então eles apagaram seis páginas, bem como o título. Depois, perguntaram-me de onde o título veio. Uma vez alguém me perguntou como eu pude combinar lirismo com grosseria. Eu respondi: 'Simples: você me quer raivoso, eu serei isso. Me querem brando, serei, não um homem, mas uma nuvem de calças.'"
Os primeiros trechos do poema (parte do Prólogo e Parte 4) apareceram na compilação "Strelets" (Sagitário) em fevereiro de 1915. Várias estrofes foram publicadas com citações extensas no Jurnal Jurnalov (Jornal dos Jornais) pelo próprio Maiakóvski em seu artigo "Em muitos Maiakóvskis". Em fevereiro de  1915, Maiakóvski recitou trechos do poema numa festa relativa ao Strelets em que Máximo Gorki também estava. Em julho de 1915, ele leu um pouco do poema para Gorki pessoalmente.
"Viajei para Mustamiaki. M. Gorki [estava aqui]. Li pra ele fragmentos de "A nuvem" [de calças]. Gorki ficou tão comovido que suas lágrimas molharam minha roupa. O grau em que eu o entristeci me deixou quase orgulhoso. Foi só mais tarde que eu descobri que ele estava soluçando assim com todos os textos poéticos que encontrava", Maiakovski escreveu em sua autobiografia. De acordo com a atriz Maria Andreyeva, Gorki (que odiava os futuristas) admirava Maiakóvski. Ainda assim, ele ficou surpreso com a "intensidade extrema" de sua voz poética. "Uma vez ele me disse, 'Olhe, aqui está apenas [o seu] nascer do sol, e lá está você, esgotando sua selvageria para dar este grito enorme. Como você vai continuar assim? O dia é longo, e há muito para você viver."

### Publicações
Inicialmente nenhuma editora quis publicar a obra. Lançada finalmente em setembro de 1915 por Osip Brik (que também financiou a publicação), ela saiu severamente truncada. "A Nuvem se tornou uma cirrus, os censores a detonaram. Seis páginas se tornaram meros pontos", escreveu Maiakovski em sua autobiografia.
Em 1916 o poema foi incluído na compilação "Simples como fazer mu", publicada pela editora Parus, de Gorki. Os cortes dessa vez foram menos dramáticos, mas ainda houve. Em 17 de março de 1917 Maiakovski publicou na 11ª edição de Novy Satyricon as partes 2 e 3 do poema em sua forma completa (75 linhas ao todo), com o título "Restabelecimento" (Восстанавливаю).
O texto completo do poema foi publicado pela primeira vez no início de 1918, pela editora Asis (abreviatura de Ассоциация социалистического искусства, Associação de Arte Socialista), de Moscou. Em um prefácio, Maiakosvki escreveu: "Considero 'A nuvem de calças' um cânone da arte contemporânea. "Fora com o seu amor", "Fora com a sua arte", "Fora com o seu governo", "Fora com a sua religião" — estes são os quatro gritos das quatro partes".